# Coppa delle Nazioni di rugby 1972-1973
La Coppa delle Nazioni 1972-73 (in francese Coupe des Nations 1972-73) fu l'8ª e ultima edizione della Coppa delle Nazioni organizzata dalla FIRA, nonché in assoluto il 13º campionato europeo di rugby a 15.
Si tenne dal 27 novembre 1972 al 3 giugno 1973 tra 4 squadre che si affrontarono con la formula del girone unico.
Dall'edizione successiva il torneo, pur mantenendo la stessa formula, fu ribattezzato Coppa FIRA.
Per la 12ª volta su 13 edizioni si laureò campione europea la Francia, che chiuse il torneo a punteggio pieno proprio nell'ultima giornata con la vittoria 30-23 a Barcellona sulla Spagna.
Nella seconda divisione, la favorita Italia, dopo la vittoria sulla Jugoslavia ad Aosta, incappò a Coimbra in una sconfitta contro il Portogallo al termine di un incontro nervoso e terminato in rissa durante il quale l'azzurro Paoletti fu espulso per avere colpito un dirigente portoghese, e altri tafferugli si accesero durante le fasi di gioco; lo stesso Portogallo, che raggiunse la finale, fu sconfitta nel doppio confronto dalla Polonia, vincitrice dell'altro girone e che fu alfine promossa in prima divisione.
In considerazione dell'aumento a 5 delle squadre dell'edizione successiva, non vi furono retrocessioni dalla prima divisione.

## Squadre partecipanti
| 1ª divisione | 2ª divisione   | 2ª divisione |
| 1ª divisione | Girone A       | Girone B     |
| ------------ | -------------- | ------------ |
| Francia      | Cecoslovacchia | Italia       |
| Marocco      | Polonia        | Jugoslavia   |
| Romania      |                | Portogallo   |
| Spagna       |                |              |

## 1ª divisione
| Data       | Incontro             | Risultato | Sede       |
| ---------- | -------------------- | --------- | ---------- |
| 27-11-1972 | Romania ― Francia    | 6-15      | Costanza   |
| 3-3-1973   | Marocco ― Francia XV | 6-73      | Casablanca |
| 11-3-1973  | Marocco ― Spagna     | 9-20      | Casablanca |
| 14-4-1973  | Romania ― Spagna     | 16-13     | Costanza   |
| 20-4-1973  | Romania ― Marocco    | 69-9      | Bucarest   |
| 3-6-1973   | Spagna ― Francia XV  | 23-30     | Barcellona |

|  | Classifica | G | V | N | P | PF  | PS  | P±   | PT |
|  | ---------- | - | - | - | - | --- | --- | ---- | -- |
|  | Francia    | 3 | 3 | 0 | 0 | 118 | 35  | +83  | 9  |
|  | Romania    | 3 | 2 | 0 | 1 | 91  | 37  | +54  | 7  |
|  | Spagna     | 3 | 1 | 0 | 2 | 56  | 55  | +1   | 4  |
|  | Marocco    | 3 | 0 | 0 | 3 | 24  | 162 | -138 | 3  |

## 2ª divisione

### Girone A
| Data      | Incontro                 | Risultato | Sede     |
| --------- | ------------------------ | --------- | -------- |
| 8-10-1972 | Polonia ― Cecoslovacchia | 23-9      | Varsavia |
| 7-4-1973  | Cecoslovacchia ― Polonia | 6-16      | Praga    |

|  | Classifica     | G | V | N | P | PF | PS | P±  | PT |
|  | -------------- | - | - | - | - | -- | -- | --- | -- |
|  | Polonia        | 2 | 2 | 0 | 0 | 39 | 15 | +24 | 6  |
|  | Cecoslovacchia | 2 | 0 | 0 | 2 | 15 | 39 | -24 | 2  |

### Girone B
| Data       | Incontro                | Risultato | Sede     |
| ---------- | ----------------------- | --------- | -------- |
| 26-11-1972 | Italia ― Jugoslavia     | 13-12     | Aosta    |
| 25-2-1973  | Portogallo ― Italia     | 9-6       | Coimbra  |
| 8-4-1973   | Jugoslavia ― Portogallo | 3-3       | Macarsca |

|  | Classifica | G | V | N | P | PF | PS | P± | PT |
|  | ---------- | - | - | - | - | -- | -- | -- | -- |
|  | Portogallo | 2 | 1 | 1 | 0 | 12 | 9  | +3 | 3  |
|  | Italia     | 2 | 1 | 0 | 1 | 19 | 21 | -2 | 2  |
|  | Jugoslavia | 2 | 0 | 1 | 1 | 15 | 16 | -1 | 1  |

### Finale
| Varsavia 22 aprile 1973                                                                | Polonia | 35 – 13 referto | Portogallo |  |
| Klockowski (4) Jagieniak Mańko Olejniczak Górzyński mt Pereira Banaczek c.p. Faria (3) |         |                 |            |  |
|                                                                                        |         |                 |            |  |
| Klockowski (4) Jagieniak Mańko Olejniczak Górzyński                                    | mt      | Pereira         |            |  |
| Banaczek                                                                               | c.p.    | Faria (3)       |            |  |

| Coimbra 13 maggio 1973                        | Portogallo | 13 – 3 referto | Polonia | Stadio Bento Pessoa |
| Martins Duque mt Faria tr Faria c.p. Banaczek |            |                |         |                     |
|                                               |            |                |         |                     |
| Martins Duque                                 | mt         |                |         |                     |
| Faria                                         | tr         |                |         |                     |
| Faria                                         | c.p.       | Banaczek       |         |                     |